# Clethra pulgarensis
Clethra pulgarensis là một loài thực vật có hoa trong họ Clethraceae. Loài này được Elmer mô tả khoa học đầu tiên năm 1913.